# Neuranethes
Neuranethes is een geslacht van vlinders van de familie uilen (Noctuidae), uit de onderfamilie Hadeninae.

## Soorten
- N. angola Bethune-Baker, 1911
- N. avitta Fawcett, 1917
- N. spodopterodes Hampson, 1908